# Atuna elliptica
Atuna elliptica là một loài thực vật thuộc họ Chrysobalanaceae. Đây là loài đặc hữu của Fiji.